# Indianapolis 500 in 1927
De 15e Indianapolis 500 werd gereden op maandag 30 mei 1927 op de Indianapolis Motor Speedway. Amerikaans coureur George Souders won de race in een Duesenberg.

## Startgrid
| Rij | Binnen          | Midden          | Buiten          |
| --- | --------------- | --------------- | --------------- |
| 1   | Frank Lockhart  | Pete DePaolo    | Leon Duray      |
| 2   | Harry Hartz     | Ralph Hepburn   | Cliff Woodbury  |
| 3   | Bob McDonogh    | Dave Lewis      | Bennett Hill    |
| 4   | Norman Batten   | Jack Petticord  | Peter Kreis     |
| 5   | Frank Elliott   | Cliff Bergere   | Earl Devore     |
| 6   | William Shattuc | Dutch Bauman    | Eddie Hearne    |
| 7   | Wilbur Shaw     | Al Melcher      | Jules Ellingboe |
| 8   | George Souders  | Louis Schneider | Babe Stapp      |
| 9   | Tommy Milton    | Wade Morton     | Tony Gulotta    |
| 10  | Dave Evans      | Al Cotey        | Fred Lecklider  |
| 11  | Benny Shoaff    | Jim Hill        | Fred Frame      |

## Race
| #                                  | Coureur         | Auto           | Ronden | Opgave     |
| ---------------------------------- | --------------- | -------------- | ------ | ---------- |
| 1                                  | George Souders  | Duesenberg     | 200    |            |
| 2                                  | Earl Devore     | Miller         | 200    |            |
| 3                                  | Tony Gulotta    | Miller         | 200    |            |
| 4                                  | Wilbur Shaw     | Miller         | 200    |            |
| 5                                  | Dave Evans      | Duesenberg     | 200    |            |
| 6                                  | Bob McDonogh    | Cooper-Miller  | 200    |            |
| 7                                  | Eddie Hearne    | Miller         | 200    |            |
| 8                                  | Tommy Milton    | Detroit-Miller | 200    |            |
| 9                                  | Cliff Bergere   | Miller         | 200    |            |
| 10                                 | Frank Elliott   | Miller         | 200    |            |
| 11                                 | Fred Frame      | Miller         | 199    |            |
| 12                                 | Jim Hill        | Miller         | 198    |            |
| 13                                 | Benny Shoaff    | Duesenberg     | 197    | Mechanisch |
| 14                                 | Wade Morton     | Duesenberg     | 152    | Ongeval    |
| 15                                 | Al Melcher      | Miller         | 144    | Mechanisch |
| 16                                 | Louis Schneider | Miller         | 137    | Mechanisch |
| 17                                 | Peter Kreis     | Cooper-Miller  | 123    | Mechanisch |
| 18                                 | Frank Lockhart  | Miller         | 120    | Mechanisch |
| 19                                 | Cliff Woodbury  | Miller         | 108    | Mechanisch |
| 20                                 | Dutch Bauman    | Miller         | 90     | Mechanisch |
| 21                                 | Al Cotey        | Miller         | 87     | Mechanisch |
| 22                                 | William Shattuc | Miller         | 83     | Mechanisch |
| 23                                 | Fred Lecklider  | Miller         | 49     | Ongeval    |
| 24                                 | Ralph Hepburn   | Miller         | 39     | Mechanisch |
| 25                                 | Harry Hartz     | Miller         | 38     | Mechanisch |
| 26                                 | Pete DePaolo    | Miller         | 31     | Mechanisch |
| 27                                 | Leon Duray      | Miller         | 26     | Mechanisch |
| 28                                 | Bennett Hill    | Miller         | 26     | Mechanisch |
| 29                                 | Jules Ellingboe | Miller         | 25     | Ongeval    |
| 30                                 | Norman Batten   | Fengler-Miller | 24     | Brand      |
| 31                                 | Bape Stapp      | Duesenberg     | 24     | Mechanisch |
| 32                                 | Jack Petticord  | Miller         | 22     | Mechanisch |
| 33                                 | Dave Lewis      | Miller         | 21     | Mechanisch |
| Gemiddelde snelheid : 156,983 km/h |                 |                |        |            |